# Prestosuchidae
I prestosuchidi (Prestosuchidae) sono una famiglia di rettili arcosauri generalmente classificati all'interno del gruppo dei rauisuchi. Vissero tra il Triassico medio e il Triassico superiore (230 – 210 milioni di anni fa), e per una ventina di milioni di anni furono tra i principali superpredatori di molti ecosistemi di terraferma. I loro fossili sono conosciuti in Europa, India, Africa e Sudamerica.

## Descrizione
In generale, i prestosuchidi furono caratterizzati da una notevole mole corporea, accompagnata dalla robustezza dello scheletro. Il cranio era potente e massiccio, dotato di una serie di lunghi denti aguzzi. Tipicamente quadrupedi, questi animali erano dotati di una postura decisamente più evoluta rispetto a quella dei precedenti arcosauromorfi (come gli eritrosuchidi): le zampe, infatti, erano quasi perpendicolari al corpo, e ciò li favoriva nella caccia a prede veloci. L'articolazione delle caviglie, inoltre, era notevolmente simile a quella dei coccodrilli.

## Classificazione
Nel 1957 Alan Charig propose di riunire in una nuova famiglia, i Prestosuchidae, tre generi di arcosauri predatori del Triassico: Mandasuchus, Prestosuchus e Spondylosoma. Negli anni successivi questa famiglia è stata oggetto di numerosi studi da parte di vari paleontologi, tra cui Alfred Sherwood Romer; in generale vi è notevole disaccordo sulla classificazione: alcuni, infatti, ritengono i prestosuchidi come stretti parenti degli erbivori aetosauri, altri invece li classificano come crurotarsi basali, più primitivi degli stessi aetosauri e dei rauisuchidi propriamente detti. In ogni caso, molti studiosi preferiscono raggrupparli insieme ai rauisuchidi e ai poposauridi nel gruppo dei rauisuchidi, seguendo una classificazione basata sulla morfologia.

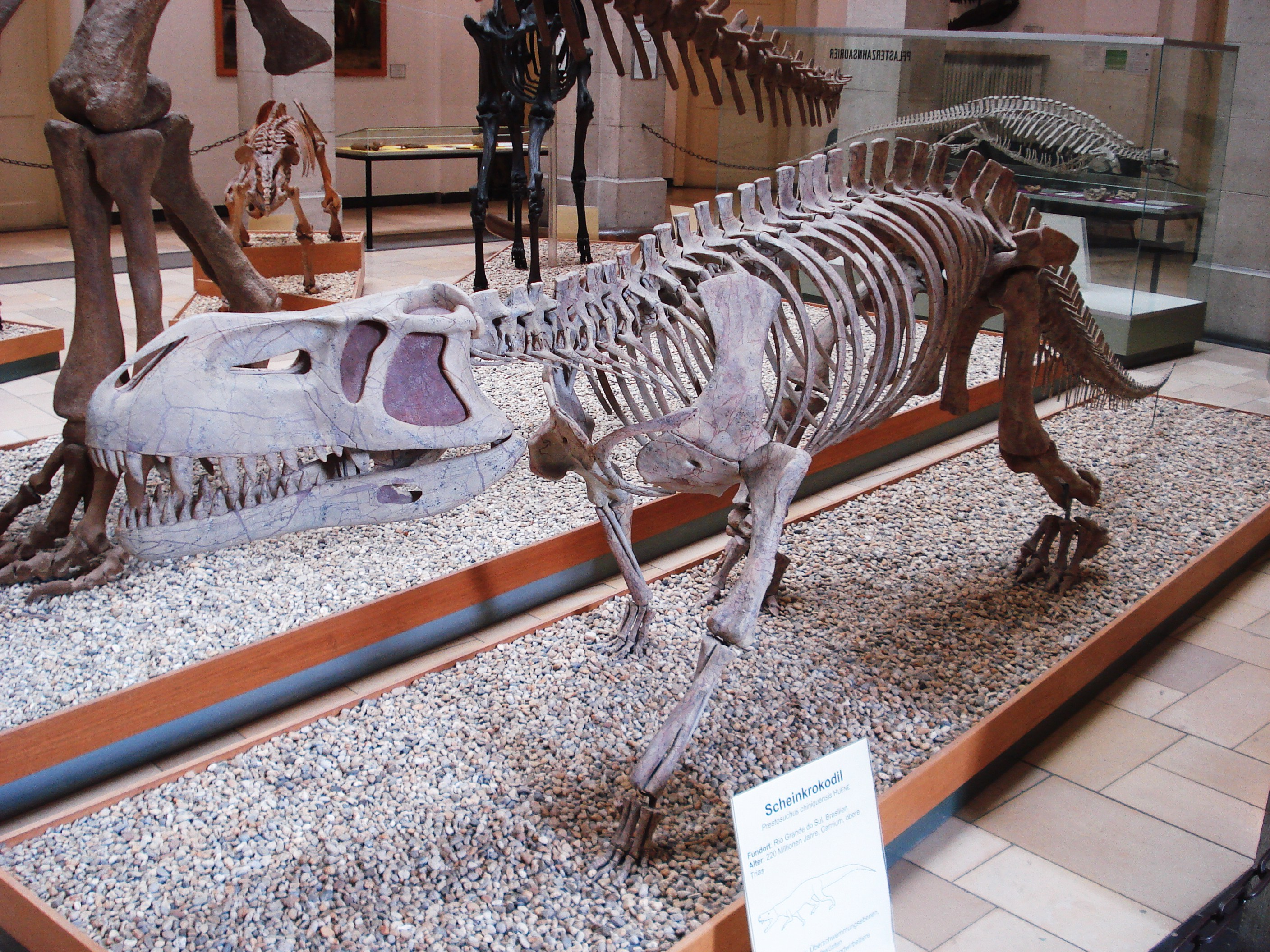
Scheletro di Prestosuchus chiniquensis

## Evoluzione
Il più antico prestosuchide noto è Mandasuchus, dell'Anisico della Tanzania; questo animale era già di dimensioni notevoli (4,75 metri di lunghezza). Di poco successivo era l'assai simile Ticinosuchus, ben noto grazie a resti del Triassico medio (Anisico – Ladinico) provenienti da Svizzera e Italia settentrionale; questa forma era più piccola di Mandasuchus (circa 2,5 metri di lunghezza), ma da alcuni è considerata appartenente allo stesso genere. In India è conosciuto Yarasuchus, del Triassico medio, dalla corporatura piuttosto snella. Ma è dal Sudamerica che provengono i resti di prestosuchidi di dimensioni eccezionali: lo stesso Prestosuchus (Triassico medio) raggiungeva una lunghezza notevole (oltre 5 metri), mentre Karamuru (Triassico medio) e  Saurosuchus del Triassico superiore (Carnico) erano lunghi anche sette metri. Alcuni studiosi ascrivono a questa famiglia anche Batrachotomus, del Triassico medio della Germania, lungo circa sei metri. Decuriasuchus è un'altra forma sudamericana dalla corporatura relativamente snella, ben conosciuta grazie a dieci esemplari.